# Goldsmiths' Hall
Goldsmiths' Hall es un edificio catalogado de Grado I, situado en el cruce de Foster Lane y Gresham Street en la City de Londres, Inglaterra (Reino Unido). Ha servido como oficina de ensayo y sede del gremio de orfebres de Londres, la Worshipful Company of Goldsmiths, una de las compañías de librea de la ciudad de Londres. La empresa tiene su sede en este lugar desde 1339, siendo el edificio actual su tercer salón que ocupa el mismo lugar.

## Historia

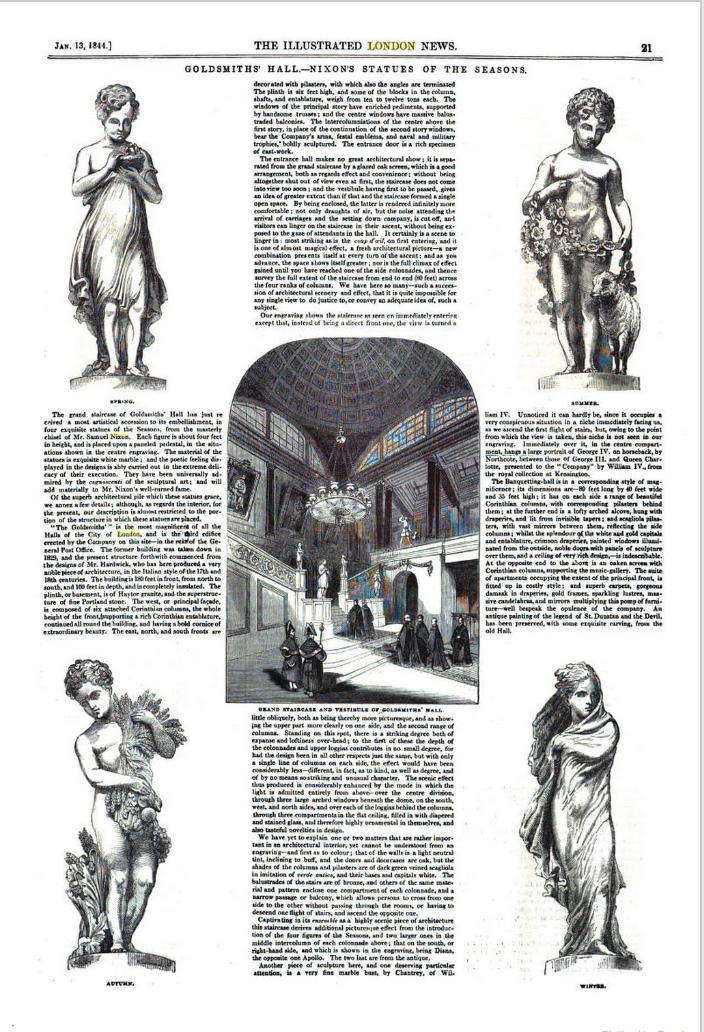
Las cuatro estaciones, obra del escultor Samuel Nixon en Goldsmiths' Hall (The Illustrated London News, 13 de enero de 1844)

Poco se sabe sobre la primera sala. El edificio fue construido en 1407 por Drugo Barentyn, un orfebre que desempeñó dos veces el cargo de alcalde de Londres.
La segunda sala se construyó alrededor de 1634-1636. En 1665, Samuel Pepys vio el funeral de Sir Thomas Vyner desde Goldsmiths' Hall. Pepys usó su mejor traje de seda para la ocasión, pero el salón estaba tan lleno de gente que se fue a Paternoster Square para encargar un traje de seda nuevo corriente. La sala fue restaurada después del Gran incendio de Londres en 1666 y finalmente demolida a finales de la década de 1820.

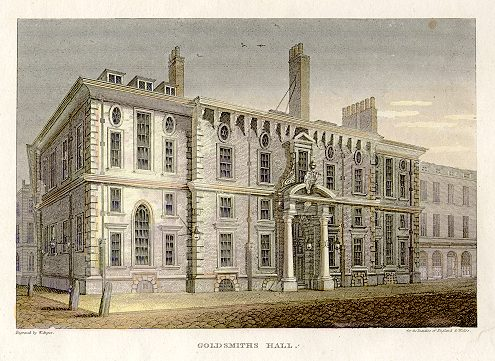
El segundo salón de orfebres c.1814

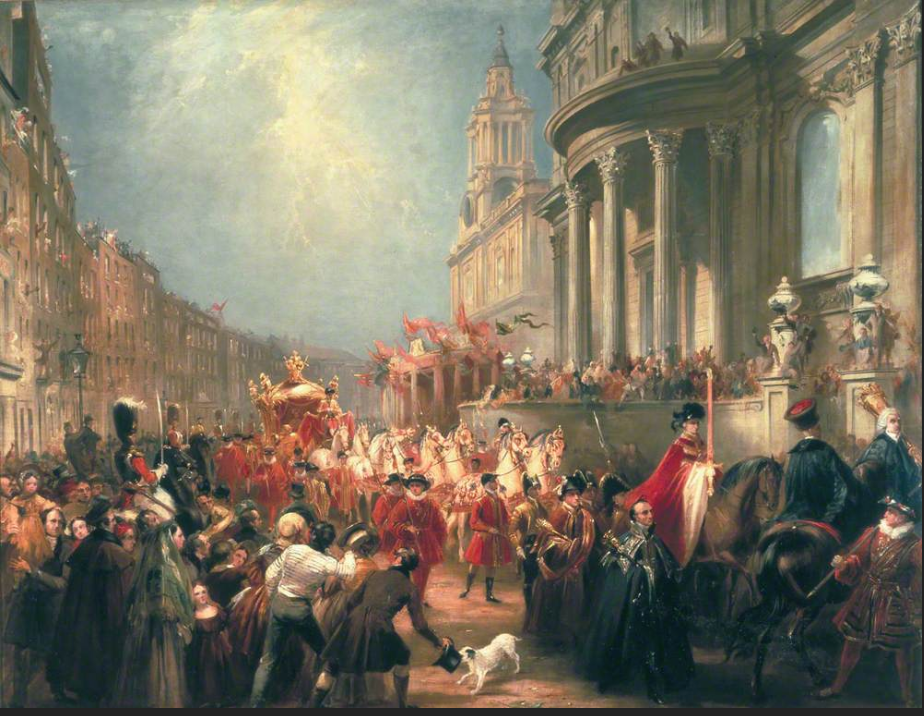
La procesión de la reina Victoria al Goldsmiths' Hall, obra de James Henry Nixon (1837)

La tercera y actual sala fue diseñada por Philip Hardwick, quien encargó las elementos que decoran el edificio al escultor Samuel Nixon. Sus estatuas de mármol con figuras de niños que representan las cuatro estaciones se encuentran sobre pedestales en el tramo inferior de la gran escalera, que The Gentleman's Magazine describió como "una obra del mayor mérito... personificaciones tan hermosas". El salón está totalmente separado y ocupa una manzana entera. A pesar de su gran tamaño, es la segunda sala de librea más grande después de la Worshipful Company of Plaisterers ' Plaisterers Hall en One London Wall. The Illustrated London News declaró que "'The Goldsmiths' es el más magnífico de todos los Halls de la City de Londres". Entre los presentes en la cena de apertura en 1835 se encontraban el duque de Wellington y Robert Peel.
En 1941 explotó una bomba en su esquina suroeste, pero el edificio sobrevivió en gran medida y fue restaurado después de la Segunda Guerra Mundial.
De vez en cuando, el Maestro y los Vigilantes organizan jornadas de puertas abiertas para visitar Goldsmiths' Hall.